# Презумпція
Презу́мпція (лат. praesumptio — «припущення») — припущення, котре без доказів вважається істинним доти, доки його неправдивість не буде безспірно доведено. Презумпція широко використовується в юриспруденції (завчасто явно) та природничих науках (завчасто неявно).
Презумпція є не достовірним фактом, а фактом, що припускається з великою ймовірністю і застосовується в правовій практиці як засіб, що полегшує досягнення істини у вирішенні юридичної справи.

## Правова презумпція
Розрізняють також правову презумпцію — передбачене законом правило (нетиповий нормативний припис), за яким на підставі встановлення певного факту чи фактичного складу виключається необхідність доказування та вважається таким, що існує інший факт (фактичний склад).
Правові презумпції поділяють на:
- за можливістю спростування:
  - презумпції, що не можуть бути спростовані — це закріплені в законі припущення про наявність або відсутність певних фактів, які не підлягають сумнівам, а тому не потребують доказування. Наприклад, презумпція недієздатності неповнолітнього.
  - презумпції, що можуть бути спростовані — це закріплені в законі припущення про наявність або відсутність певних фактів, які мають юридичне значення до того часу, поки відповідно до встановленої процедури не буде встановлене інше. Наприклад, презумпція невинуватості, презумпція правомірності правочину (ст. 204 ЦК).
- за фактом правового закріплення:
  - законодавчі презумпції. Наприклад, презумпція конституційності законів, презумпція знання законодавства.
  - фактичні презумпції.
- залежно від ролі в правовому регулюванні:
  - матеріальні. Наприклад, презумпція ринкової ціни угоди.
  - процесуальні. Наприклад презумпція невинуватості, презумпція добросовісності.
- за сферою дії:
  - загальноправові. Наприклад, презумпція законності нормативно-правового акту.
  - міжгалузеві. Наприклад, презумпція невинуватості.
  - галузеві. Наприклад, презумпція добросовісності, презумпція ринкової ціни угоди.